# 夕日坂
夕日坂是doriko早期所創作的原創單曲，於2008年3月22日凌晨在niconico動畫投稿。使用VOCALOID的初音未來演唱；PV和插畫由nezuki擔任，這也是他們的第一次合作；吉他則是邀請了rebu來演奏。這首歌與雖然歌聲是無形的和Letter Song合稱為doriko催淚三部曲。2014年3月在niconico動畫上點閱數已經突破百萬，成為VOCALOID傳說曲之一。
據作者本人表示，他所創作的許多歌曲的歌詞和文章其實很相近，其中〈夕日坂〉就是典型的代表。

## 簡介
歌名「夕日坂」在中文的意思是：夕陽下的坡道（或翻譯成「黃昏下的斜坡」）。歌詞從女生的角度出發，描敘著對青春時代的戀情的回顧與留戀——高中時期與喜歡的人一起上下學，到畢業之後因聯考分發而分離的故事。鋼琴與水晶敲擊聲柔和的響起此歌曲的序幕，詞曲中有明顯的情景：以夕陽、斜坡、倒影為情劇舞台，加上doriko調整參數後初音未來稍微低沉的聲調，以及歌詞與PV最後透露的結局，讓歌曲樸實、並未用上什麼特殊或華麗的演奏技巧的〈夕日坂〉，完美詮釋出歌曲本身的意境，進而迅速躋身名曲的行列。
這首歌也與Letter Song相關。〈Letter Song〉是〈夕日坂〉的女主角對十年後的自己回憶往事的故事，歌詞主要是以信件的口吻寫成的，對象則是十年後的自己，故名「Letter Song」或有人翻譯的「致十年後的我」。

## 反應
〈夕日坂〉因其旋律舒緩，搭配上歌詞與PV，讓許多人的評價幾乎都是「想起學生時代」、「淚腺崩壞」以及「神曲」等等，還有人稱其為「女性視點的秒速五公分」。不僅在niconico動畫上有許多人翻唱，其他網站（例如：Youtube和bilibili）也可以找到許多翻唱或是不同樂器演奏的版本。
雖然這首曲子被封為VOCALOID早期名曲之一，但相較於其他著名的歌曲（例如：千本櫻），這首歌成為「VOCALOID傳說曲」的過程卻相當長——在2008年3月22日投稿上niconico動畫，直到2014年3月9日點閱數字才突破百萬（費時2177天），在所有VOCALOID傳說曲中花費時間算相當的長。同為「doriko催淚三部曲」之一的雖然歌聲是無形的卻只花費了583天就達成；一樣是VOCALOID早期歌曲的千本櫻甚至只花費41天，可見其所費的時間之長。

## 争议
2011年11月30日發生《「unformed」 Hatsune Miku - 夕日坂 (HD and Romaji Lyrics) 》之初音未來動畫遭署名為「笹純一」的人士檢舉著作權侵害，之後陸陸續續有更多的初音未來相關動畫被相同或類似署名之人士以上述方式檢舉，導致在YouTube上遭到刪除。直到2012年2月8日時才有部分被刪除的影片恢復觀看。遭檢舉並刪除的動畫有兩點共通點，分別是擁有高點閱率與附有英文字幕或是以英文作為影片標題。這件事情是什麼人為了什麼目的而做，目前仍舊不明。現今的爭議點主要在於遭到刪除的檔案在著作權上處於有瑕疵的狀態，影片本身侵犯了作者的翻譯權，但卻沒有對作者造成商業上的損害，加上任意轉載及追加字幕等轉載行為對於作者的著作權侵犯程度問題也在討論範圍中。同時YouTube本身的檢舉機制有漏洞，容易遭人惡意檢舉，而被檢舉者若要提出申辯，則自身個人資料會有洩漏的風險，YouTube卻不負任何責任。另外，在同年1月29日時由日本的網路使用者在2ch及YouTube上發起SaveMiku活動，並在2月1日被翻譯成各國語言發佈到世界各地。不過被部分知名初音未來歌曲作者批評為是支持任意轉載活動。
2021年1月1日，歌曲白月光与朱砂痣在中国大陆社交媒体抖音上发布，并跻身热门歌曲行列。不久，此歌曲被网友发现涉嫌抄袭「夕日坂」等其他歌曲，疑似为音乐裁缝行径（即某歌曲系与其他歌曲缝补而成)。网络上有人发布使用音乐编辑器对比的视频 （页面存档备份，存于），中国大陆知识分享平台知乎亦有所讨论这个问题。此事件目前处于争议中，且作曲人尚未进行回应。

## 收錄作品

### 單曲
- 《夕日坂》（Groove note，2008年6月11日發售）[15]

### 專輯
- 《unformed》（MOER，2009年3月25日發售）：收錄〈夕日坂〉的Remix版本[1]
- （dmARTS，2012年1月25日發售）[16]
- 《EXIT TUNES PRESENTS Vocarhythm feat.初音未來》（EXIT TUNES，2009年3月4日發售）
- （EXIT TUNES，2009年10月7日發售）
- （2009年10月21日發售）
- （MOER，2009年12月12日發售）
- （ドリーミュージック，2011年3月2日發售）[17]
- 《LINK / RING》（avex trax，2011年3月9日發售）
- 《SONICONICOROCK　Tribute To VOCALOID》（dmARTS，2012年2月8日發售）[18]
- 《初音ミクDVD〜memories〜（日语：初音ミクDVD〜memories〜）》（Sony Music Direct，2010年2月10日）
- 《doriko BEST 2008-2016》（Being，2016年8月31日發售）[19]

## 外部連結
- 「夕日坂」　オリジナル曲　vo.初音ミク（PV仕様） （页面存档备份，存于）（日語）
- doriko的X（前Twitter）（日語）
- YouTube上的【初音ミク】夕日坂 (附中文字幕)